# Kejsar Frans Josefs besök i Zagreb 1895

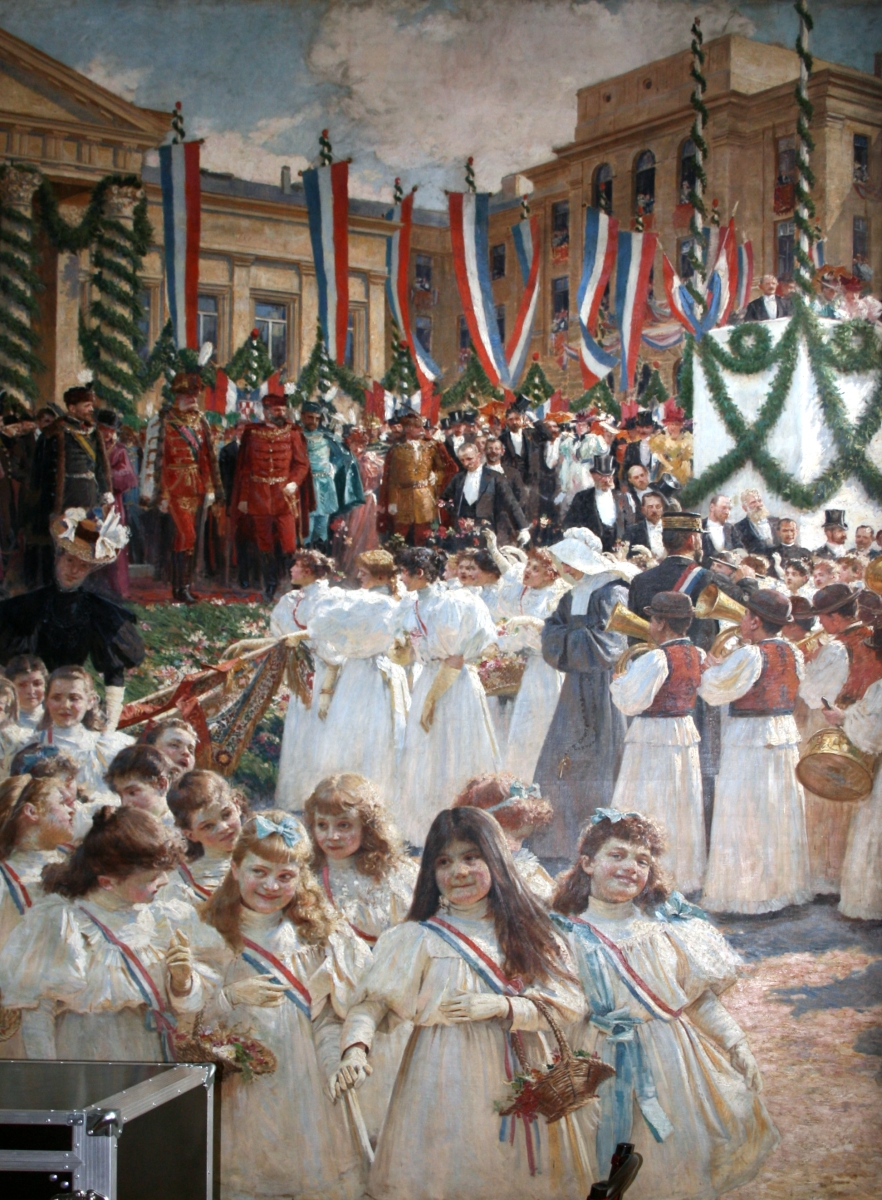
"Živio kralj" (Leve kungen), en målning av Vlaho Bukovac föreställande kejsarens mottagning i Zagreb år 1895.

Kejsar Frans Josefs besök i Zagreb 1895 var ett officiellt besök av österrikisk-ungerske kejsaren och kroatiske kungen Frans Josef I i Zagreb (Agram), då provinshuvudstad i den österrikisk-ungerska provinsen Kroatien-Slavonien. Kejsaren besökte Zagreb med anledning av den officiella invigningen av Kroatiska nationalteatern. Det tre dagar långa besöket blev i efterhand dock främst ihågkommet för de protester som mötte Frans Josef. Protestanterna var en kejsartrogen skara studenter som visade sitt missnöje mot valet av den etniske ungraren Károly Khuen-Héderváry till Kroatiens-Slavoniens ban och mot magyarisering av provinsen. Protesterna lämnade avtryck på Kroatiens politiska historia och missnöjesyttringen fick konsekvenser för de unga studenterna, däribland Stjepan Radić som sedermera grundade det inflytelserika Kroatiska bondepartiet.

## Upprinnelse
Dubbelmonarkin Österrike-Ungern skapades år 1867 genom den österrikisk-ungerska kompromissen som innebar att kejsardömet Österrike delades upp i två rikshalvor. Genom en sammanslagning av provinserna Kroatien och Slavonien skapades den administrativa enheten Kroatien-Slavonien som tillföll den ungerska rikshalvan. Dalmatien å andra sidan tillföll den österrikiska rikshalvan. Den nya dualistiska indelningen ogillades av kroaterna som i administrativ bemärkelse delades upp mellan den österrikiska och ungerska intressesfärerna. 
Kroatien-Slavoniens status som en delvis autonom provins inom kungariket Ungern reglerades genom den kroatisk-ungerska kompromissen från år 1868. Till följd av ungersk hegemoni och försök till magyarisering av den kroatisk-slavonska provinsen var den politiska situationen i provinsen ansträngd i slutet av 1800-talet. Den politiska diskursen stod framförallt mellan Kroatiskt-ungerska partiet och Folkpartiet där det förstnämnda partiet förespråkade starkare band mellan Kroatien-Slavonien och Ungern och det sistnämnda förespråkade autonomi och förening av de "kroatiska länderna" inom Dubbelmonarkin. Införandet av tvåspråkiga skyltar (kroatiska och ungerska) på offentliga byggnader och kravet på språkkunskaper i ungerska för offentliga tjänstemän uppfattades av den kroatiska oppositionen som ett avtalsbrott mot överenskommelsen från år 1868. För att stävja de allt mer högljudda kroatiska protesterna tillsatte kejsaren år 1893 ungraren Károly Khuen-Héderváry som ban över Kroatien-Slavonien.       

## Kejserligt besök

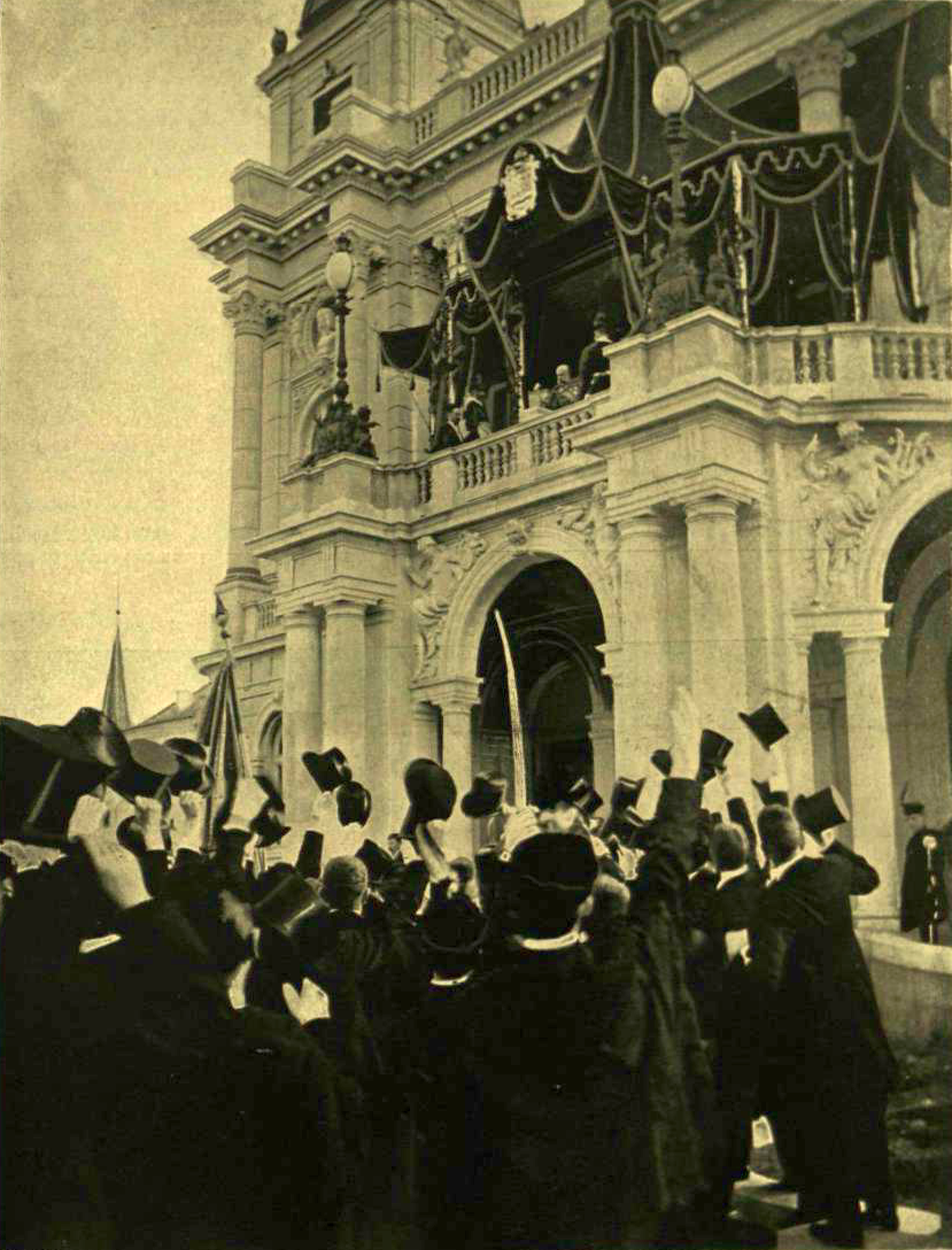
Kejsaren och kungen Frans Josef I placerar symboliskt den sista stenen på teaterbyggnaden.

Uppförandet av Kroatiska nationalteatern i Zagreb var en av de största kulturella investeringarna i den dåtida österrikisk-ungerska provinsen Kroatien-Slavonien. Den österrikisk-ungerska kejsaren och kroatiske kungen Frans Josef I och hans hustru, kejsarinnan och drottningen Elisabeth, var inbjudna till invigningsceremonin. Kejsaren skulle under högtidliga former placera den sista stenen på byggnaden. Detta manifesterades på så vis att kejsaren med en för ändamålet av skulptören Robert Frangeš-Mihanović specialtillverkad silverhammare "slog i" den sista stenen på teaterbyggnadens balkong.
Frans Josef hade tidigare under sin regeringstid avlagt officiella besök till Zagreb åren 1852 och 1869.
Den 14 oktober 1895 anlände det kejserliga paret till Zagrebs centralstation med tåg från Pest. Inför besöket hade Zagreb smyckats med blomsterkransar och bågar samt dekorationer såsom vapensköldar, band och flaggor i den kroatiska trikolorens färger (rött-vitt-blått). En ceremoniell grupp bestående av universitetsstudenter upprättades. Gruppen leddes av den då 24-årige Stjepan Radić som var tredjeårsstudent vid Zagreb-universitetets juridiska fakultet. 

## Protester och manifestationer

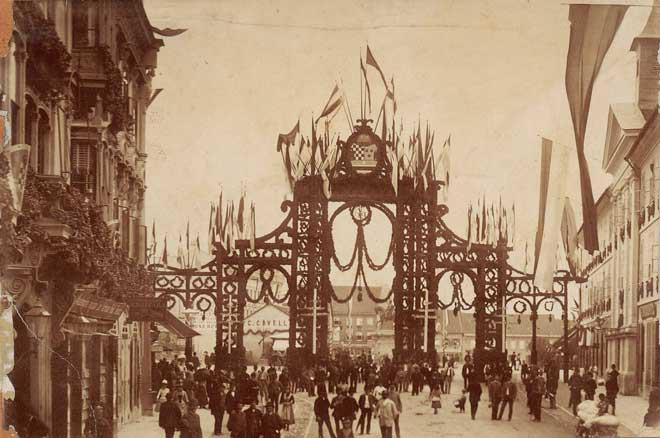
Ärebågen som restes inför kejsarens besök dekorerades i strid med protokollet med Ungerns flagga.

För att hedra Frans Josef hade en stor ärebåge rests vid Frans Josefs torg (idag Kung Tomislavs torg) nordvästra hörn. Enligt det officiella protokollet skulle ärebågen ha haft två flaggor: den kejserliga och kungliga svart-gula habsburgska flaggan och den kroatiska trikoloren. På första våningen i en byggnad vid ärebågen låg det statliga ungerska järnvägsbolagets direktorat. Klockan sju på morgonen den 14 oktober lät ungerska tjänstemän från direktoratet oväntat och utanför protokollet placera Ungerns flagga på ärebågen. Flaggan stod ut över den habsburgska flaggan och kroatiska trikoloren. Händelsen väckte förargelse hos den kroatiska allmänheten och i synnerhet hos studenterna vid Zagrebs universitet.  
I en av vagnarna i den tågkomposition som det kejserliga paret hade anlänt till Zagreb i fanns jord från de ungerska kungarnas kröningsplats. Det faktum att jorden symboliskt beströddes på den matta som kejsaren gick på sedan han stigit av tåget uppfattades som en provokation av många kroater som inväntade "sin kungs" (Frans Josef I var krönt kung av Kroatien) ankomst. Den ceremoniella grupp bestående av studenter från Zagrebs universitet som hade organiserats inför Frans Josefs besök uppvisade genast sitt missnöje mot den ungerska administrationen. De hälsade kejsarens ankomst med att skandera "Slava Jelačiću!" (Ära åt Jelačić!) med hänvisning till den kejsartrogne kroatiske banen Josip Jelačić som under den ungerska revolutionen 1848–1849 utmärkt sig i att kväsa ungrarnas uppror. Studenter vägrade även att passera under ärebågen som i strid med protokollet några timmar tidigare berikats med en ungersk flagga.

### Flaggbränningen på Ban Jelačićs torg

Den ungerska trikoloren.

Den 15–16 oktober höll studenterna möten för att komma överens om hur de bäst skulle kunna protestera mot magyariseringspolitiken som företräddes av banen och Kroatiskt-ungerska partiet. Studenterna beslutade sig för att bränna en ungersk flagga på Zagrebs centrala torg (Ban Jelačićs torg) i protest. De enades om att flaggan inte fick ha kejserliga insignier och symboler från den regerande habsburgska dynastin. För att inte stöta sig med kejsaren kunde inte Ungerns då officiella flagga användas eftersom statsvapnet på flaggan var "krönt" med Stefanskronan. En av studenterna lät därför anlita den lokala 18-åriga modisten Margareta Mastler att sy en ungersk flagga utan statsvapen som de ämnade att bränna i protestaktionen.
Den 16 oktober var den sista dagen för det kejserliga besöket. Omkring klockan 11 lämnade en ceremoniell trupp av studenter universitetet och begav sig i procession till Ban Jelačićs torg. De trettio främsta studenterna i processionen var galaklädda med paradsablar och åtföljdes av hundratalet festklädda studenter. Processionen leddes av Vladimir Vidrić som bar universitetets fana. När de nådde Petar Preradovićs torg tog de ned en serbisk flagga som var hissad vid den serbisk-ortodoxa Kristi förklarings katedral och skanderade att "den ungerska flaggan hör hemma i Ungern och den serbiska i Serbien". När kortegen nådde Ban Jelačićs torg samlades studenterna kring Ban Jelačićs-staty. En av studenterna tog då fram den ungerska flaggan som var indränkt i alkohol för att lättare ta fyr. Flaggan antändes och fyra studenter höll upp den brinnande flaggan med sina sablar samtidigt som protestanterna skanderade "Živio hrvatski kralj Franjo Josip I.!" (Leve den kroatiske kungen Frans Josef I), "Slava Jelačiću!" (Ära åt Jelačić!) och "Abzug Mađari!" (Dra er tillbaka ungrare!). Efter att flaggan brunnit upp drog sig studenterna i kortege tillbaka till universitetet.

## Eftermäle

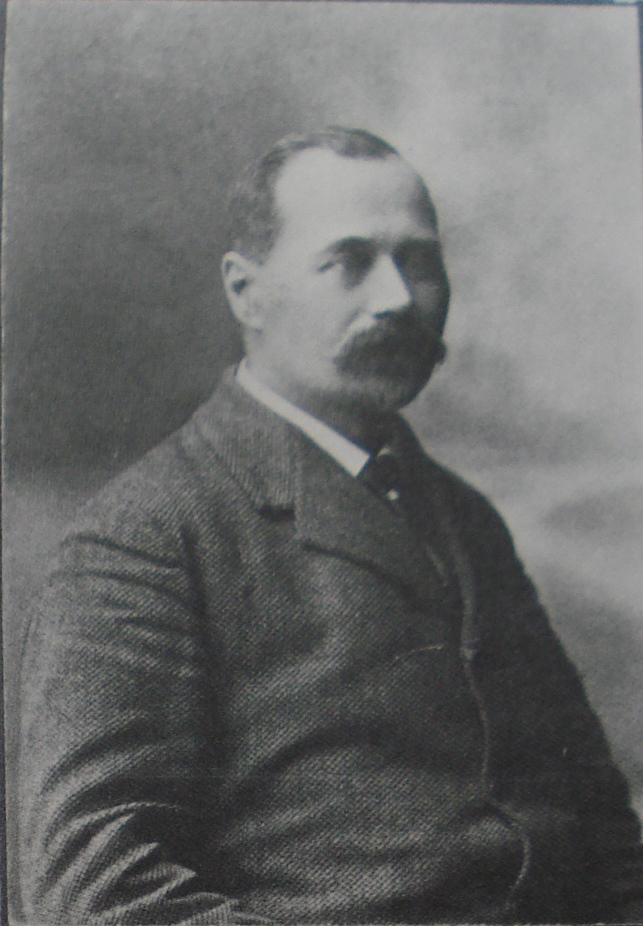
Stjepan Radić år 1916.

Efter flaggbränningen lät banen Khuen-Héderváry gripa de inblandade studenterna. Stjepan Radić var bland de första att gripas. Han greps omkring klockan 12:30 samma dag. Nästföljande timmar och dag greps 24 studenter. Förundersökningen var kort och studenterna ställdes inför rätta redan följande månad. Rättens domare var den kroatiske ungraren Aleksandar Rakodczay som sedermera skulle utses till ban av Kroatien-Slavonien. Den 11 november 1895 stod totalt 53 studenter åtalade vid rätten, bland annat för att genom en kollektiv handling ha skapat splittring och oenighet inom staten och ställt medborgare mot varandra vilket i enlighet med artikel 302 i strafflagen var ett brott. Studenterna var förtegna under rättegången och det framgick aldrig vem som hade gjort vad. I den officiella tidningen Narodne novine från den 13 november 1895 kungjordes att det under processen framkommit att det var Žigmund Hacker, en juridikstuderande lokal yngling med judisk bakgrund, som hade satt eld på den ungerska flaggan. Den utgjorde för honom en symbol för Storungern och han var stolt över att ha gjort det.   
Den 19 november 1895 föll domen. Av de åtalade fick Radić det högsta straffet, sex månaders fängelse, medan merparten av de övriga åtalade dömdes till två månaders fängelse. Fyra åtalade frikändes. Samtliga åtalade förbjöds att fortsätta sina studier vid Zagrebs universitet. Efter frikännandet fortsatte Radić därför sina studier i Prag. Men det dröjde inte länge innan han förbjöds att studera vid Prags universitet, senare även Pests universitet, och det blev därefter omöjligt för honom att studera inom Dubbelmonarkin. År 1904 grundande han Kroatiska folkliga bondepartiet (Kroatiska bondepartiet föregångare) tillsammans med sin bror Antun Radić. Partiet växte under 1900-talets början till en av de mest tongivande och inflytelserika kroatiska partierna.